# Салем ел Давсари
Салем Мухамед ел Давсари (арап. سالم الدوسري‎, романизовано Salem Muhamed Al-Dawsari; Ријад, 19. август 1991) професионални је саудијски фудбалер који игра у средини терена на позицији бочног везног играча.

## Клупска каријера
Ел Давсари је професионалну каријеру започео у редовима екипе Ал Хилала из Ријада, клуба у којем је почео да игра фудбал још као омладинац. За сениорску екипу дебитовао је током 2011. и од тада је за екипу одиграо више од сто прволигашких утакмица. 
У јануару 2018. одлази на полугодишњу позајмицу у шпански Виљареал, али је током шест месеци одиграо тек једну првенствену утакмицу, и то против Реал Мадрида где је ушао као замена у другом полувремену.

## Репрезентативна каријера
За сениорску репрезентацију Саудијске Арабије дебитовао је 29. фебруара 2012. у квалификационој утакмици за светско првенство против селекције Аустралије, а на истом сусрету постигао је и свој први погодак у репрезентативном дресу.
Био је део националног тима на Светском првенству 2018. у Русији, где је одиграо све три утакмице у групи А. У последњој утакмици групне фазе против Египпта Давсари је постигао одлучујући погодак за прву и једину победу Саудијаца на првенству (резултат 2:1).

## Успеси и признања
ФК Ал Хилал
- Саудијско првенство (1): 2016/17.
- Саудијски куп (2): 2014/15, 2016/17.
- Куп престолонаследника (2): 2012/13, 2015/16.
- Саудијски суперкуп (1): 2015/16.